# Mozsgó
Mozsgó là một thị trấn thuộc hạt Baranya, Hungary. Thị trấn này có diện tích 21,76 km², dân số năm 2010 là 1025 người, mật độ 47 người/km².